# En passion
En passion (br: A paixão de Ana / pt: Paixão) é um filme sueco de 1969, do gênero drama, escrito e dirigido por Ingmar Bergman, com cinematografia de Sven Nykvst e edição de Siv Lundgren.

## Sinopse
Andreas é um homem que está lutando contra o recente de fim de seu casamento e vivendo uma isolação emocional. Ele conhece Ana, que está lamentando as recentes mortes do marido e do filho. Enquanto Ana usa o telefone de Andreas, ele escuta sua conversa e depois, quando ela se vai embora mas esquece a bolsa, Andreas lê uma carta que vai provar que ela enganou sobre seu passado.
Andreas se torna amigo de um casal, Eva e Elis, que são amigos de Ana, que está no meio de uma crise psicológica. Andreas tem um caso com Eva, mas depois acaba indo morar com Ana, então Eva o aconselha para ser cuidadoso com Ana.
O relacionamento não é uma grande paixão, mas Andreas e Ana parecem felizes o suficiente. Ana parece zelosa na sua fé e firme na sua busca pela verdade, mas gradualmente suas desilusões parecem reforçar o que Andreas leu na carta. Nessa parte, Andreas está impossiblitado de superar seus sentimento de profunda humilhação sobre seu passado e continua desconectado, futuramente condenando a relação com Anna. Enquanto esses acontecimentos se desdobram, uma pessoa desconhecido na ilha comete atos de crueldade com animais. Um amigo de Andreas é erroneamente acusado desses crimes, levando a conseqüências terríveis. No fim, o passado é mais poderoso que as forças do presente, a violência estoura, e as chances de mudar estão perdidas.

## Elenco
- Max von Sydow .... Andreas Winkelman
- Liv Ullmann .... Anna Fromm
- Bibi Andersson .... Eva Vergerus
- Erland Josephson .... Elis Vergerus
- Erik Hell .... Johan Andersson
- Sigge Fürst .... Verner
- Svea Holst .... esposa de Verner
- Annika Kronberg .... Katarina
- Hjördis Petterson .... irmã de Johan (não creditado)
- Lars-Owe Carlberg .... oficial de polícia
- Brian Wikström .... oficial de polícia
- Britta Brunius .... mulher no sonho
- Malin Ek .... mulher no sonho
- Barbro Hiort af Ornäs .... mulher no sonho
- Marianne Karlbeck .... mulher no sonho
- Brita Öberg .... mulher no sonho
- Ingmar Bergman .... narrador (não creditado)